# Claudinei da Silva
Claudinei Quirino da Silva, né le 19 novembre 1970 à Lençóis Paulista, est un athlète brésilien, spécialiste du 200 m. Il a remporté une médaille d'argent aux Jeux olympiques d'été de 2000 à Sydney avec le relais brésilien sur 4 × 100 m.
En 1999, il a couru un 200 m en 19 s 89, temps constituant un nouveau record d'Amérique du Sud. Cette performance est améliorée en 2009 par le Panaméen Alonso Edward avec 19 s 81.
Lors des Jeux olympiques 2000 à Sydney, il termine 6e de la finale du 200 mètres en 20 s 28.
Il détient en 2 min 58 s 56 le record du Brésil du relais 4 × 400 m avec ses coéquipiers Anderson dos Santos, Eronilde de Araújo et Sanderlei Parrela, obtenu le 30 juillet 1999 aux Jeux panaméricains à Winnipeg.

## Jeux olympiques
- Jeux olympiques d'été de 2000 à Sydney  Australie
  - 6e sur 200 m
  -  Médaille d'argent en relais 4 × 100 m

## Championnats du monde d'athlétisme
- Championnats du monde d'athlétisme de 1995 à Göteborg ( Suède)
  - 5e sur 200 m
- Championnats du monde d'athlétisme de 1997 à Athènes ( Grèce)
  -  Médaille de bronze sur 200 m
- Championnats du monde d'athlétisme de 1999 à Séville ( Espagne)
  -  Médaille d'argent sur 200 m
- Championnats du monde d'athlétisme de 2001 à Edmonton ( Canada)
  - abandon en finale du relais 4 × 100 m

## Jeux panaméricains
- Jeux Panaméricains de 1999 à Winnipeg ( Canada)
  -  Médaille de bronze sur 100 m
  -  Médaille d'or sur 200 m
  -  Médaille d'argent en relais 4 × 400 m
- Jeux Panaméricains de 2003 à Saint-Domingue ( République dominicaine)
  - 7e sur 200 m
  -  Médaille d'or en relais 4 × 100 m